# Svjetsko prvenstvo u rukometu za žene – Španjolska 2021.
25. Svjetsko prvenstvo u rukometu za žene 2021. održalo se od 2. do 19. prosinca 2021. godine u Španjolskoj. Na prvenstvu je nastupilo 32 momčadi, što je promjena na u odnosu na prijašnja prvenstva (i za žene i za muškarce) gdje su nastupale 24 momčadi. Naslov svjetskih prvaka branila je momčad Nizozemske. Pobijedila je Norveška.

## Domaćinstvo
Odluka o izboru domaćina je objavljena 28. siječnja 2017. godine u Parizu. Zanimanje za domaćinstvo ovog svjetskog prvenstva iskazali su Mađarska i Španjolska. Svi interesenti morali su do 13. ožujka 2015. potvrditi da se slažu s osnovnim uvjetima koje postavlja Međunarodni rukometni savez, dok se koncepti za događaje i ponude moralo podnijeti do 1. svibnja 2015. godine.

Za domaćina je izabrana Španjolska, kojoj su Vlada Španjolske, njihov Olimpijski odbor Španjolske i Rukometni savez španjolske dali potpunu potporu i jamstva za organizaciju prvenstva.

## Dvorane
| Grad                  | Dvorana                               | Kapacitet |
| --------------------- | ------------------------------------- | --------- |
| Barcelona             | Nou Palau Blaugrana                   | 12.000    |
| Granollers            | Palau d'Esports de Granollers         | 5.200     |
| Tarragona             | Palacio de Deportes de Tarragona      | 5.000     |
| Lleida                | Pavelló Barris Nord                   | 5.500     |
| Castellón de la Plana | Pavelló Ciutat de Castelló            | 5.200     |
| Badalona              | Palau Municipal d'Esports de Badalona | 12.500    |

## Kvalifikacije
| Natjecanje                                                       | Datum                             | Mjesta | Kvalificirani |
| ---------------------------------------------------------------- | --------------------------------- | ------ | ------------- |
| Domaćin                                                          | 28. siječnja 2017.                | 1      | Španjolska    |
| Svjetsko prvenstvo u rukometu za žene - Japan 2019.              | 30. studenog - 15. prosinca 2019. | 1      | Nizozemska    |
| Europsko prvenstvo u rukometu za žene – Danska 2020.             | 3. – 20. prosinca 2020.           | 4      | Hrvatska      |
| Azijsko prvenstvo u rukometu za žene - 2020.                     |                                   |        |               |
| Južno i Srednjeameričko prvenstvo u rukometu za žene 2020.       |                                   |        |               |
| Afričko prvenstvo u rukometu za žene - 2020.                     | 11. – 21. lipnja 2021.            |        |               |
| Europske dodatne kvalifikacije za svjetsko prvenstvo             | 27. studenog 2020.                |        |               |
| Sjevernoameričko i Karibsko prvenstvo u rukometu za žene - 2021. |                                   |        |               |
| Oceanija                                                         | 3. – 12. prosnica 2020.           |        |               |
| Pozivnica                                                        |                                   |        |               |